# Ciez
Ciez est une commune française située dans le département de la Nièvre, en région Bourgogne-Franche-Comté.

## Géographie

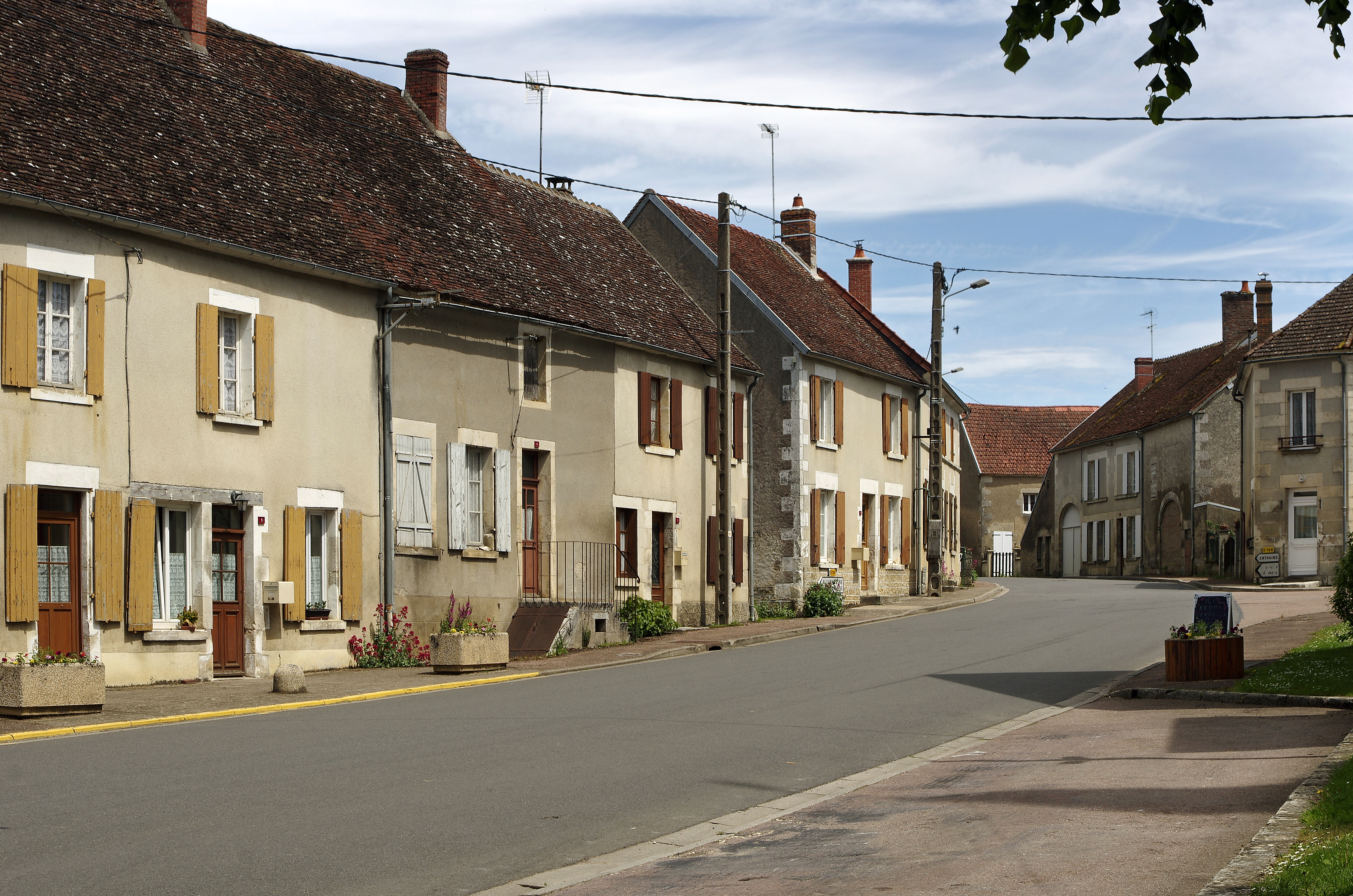
Le bourg.

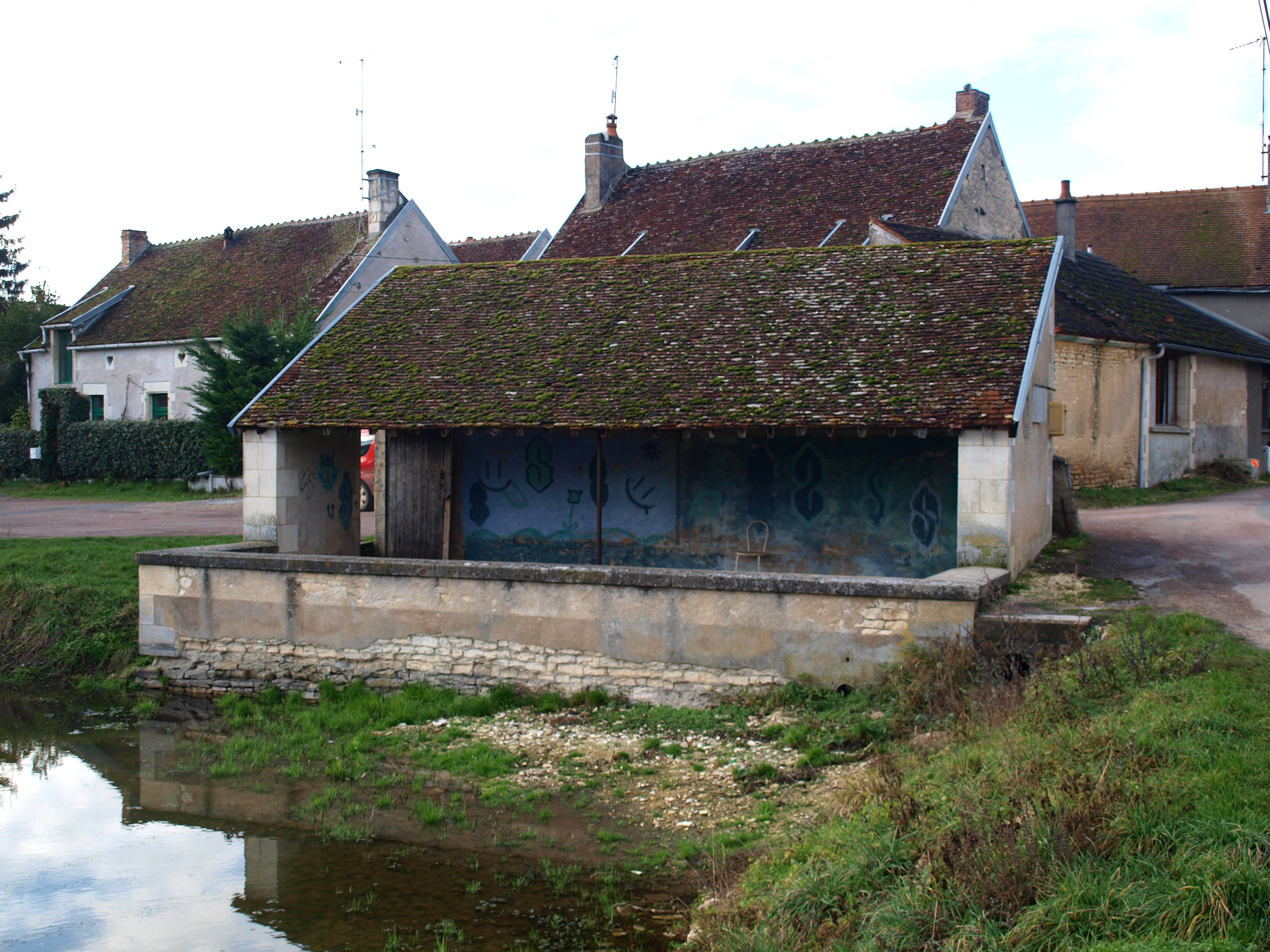
Lavoir (hameau de Jussy).

Ciez est une commune située dans le département de la Nièvre, dans l’arrondissement de Cosne. La superficie de la commune est de 2 834 hectares. Son altitude varie entre 199 et 334 mètres. Elle compte 370 habitants en 2018.
Le village est implanté dans le quart nord-ouest de la Nièvre, à environ 58 km de Nevers (par la route). Il est situé à 10 km de Donzy et à 21 km à l’est de Cosne-Cours-sur-Loire, son chef-lieu d'arrondissement.

### Hameaux, villages, lieux-dits, écarts
- Blanchards (les), Bois-Jardin, Cannats (les), Champ Prunier, Champ Vognot, Feuillot (le), Foins (les), Gaillots (les), Grande Métairie (la), Jarrie (la), Jeangeloup, Jussy, Lemains (les), Masserie (la), Naslots (les), Pautrats (les), Picarnon, Plessis (le), Route de Donzy, Thureaux (les), Tisots (les), Villegeneray, Viottes (les) et Vrillon[2].

### Climat
Pour des articles plus généraux, voir Climat de la Bourgogne-Franche-Comté et Climat de la Nièvre.
En 2010, le climat de la commune est de type climat océanique dégradé des plaines du Centre et du Nord, selon une étude du Centre national de la recherche scientifique s'appuyant sur une série de données couvrant la période 1971-2000. En 2020, Météo-France publie une typologie des climats de la France métropolitaine dans laquelle la commune est exposée à un climat océanique altéré et est dans la région climatique  Centre et contreforts nord du Massif Central, caractérisée par un air sec en été et un bon ensoleillement. 
Pour la période 1971-2000, la température annuelle moyenne est de 11 °C, avec une amplitude thermique annuelle de 16 °C. Le cumul annuel moyen de précipitations est de 810 mm, avec 12,1 jours de précipitations en janvier et 7,8 jours en juillet. Pour la période 1991-2020, la température moyenne annuelle observée sur la station météorologique de Météo-France la plus proche, « Moutiers_sapc », sur la commune de Moutiers-en-Puisaye à 19 km à vol d'oiseau, est de 11,0 °C et le cumul annuel moyen de précipitations est de 870,3 mm. 
La température maximale relevée sur cette station est de 41,3 °C, atteinte le 25 juillet 2019 ; la température minimale est de −20,2 °C, atteinte le 6 janvier 1971,,. 
Les paramètres climatiques de la commune ont été estimés pour le milieu du siècle (2041-2070) selon différents scénarios d'émission de gaz à effet de serre à partir des nouvelles projections climatiques de référence DRIAS-2020. Ils sont consultables sur un site dédié publié par Météo-France en novembre 2022.

## Urbanisme

### Typologie
Au 1er janvier 2024, Ciez est catégorisée commune rurale à habitat très dispersé, selon la nouvelle grille communale de densité à sept niveaux définie par l'Insee en 2022.
Elle est située hors unité urbaine. Par ailleurs la commune fait partie de l'aire d'attraction de Cosne-Cours-sur-Loire, dont elle est une commune de la couronne,. Cette aire, qui regroupe 30 communes, est catégorisée dans les aires de moins de 50 000 habitants,.

### Occupation des sols
L'occupation des sols de la commune, telle qu'elle ressort de la base de données européenne d’occupation biophysique des sols Corine Land Cover (CLC), est marquée par l'importance des territoires agricoles (74,5 % en 2018), une proportion identique à celle de 1990 (74,5 %). La répartition détaillée en 2018 est la suivante : 
terres arables (73,6 %), forêts (21,8 %), zones urbanisées (1,9 %), mines, décharges et chantiers (1,8 %), zones agricoles hétérogènes (0,9 %). L'évolution de l’occupation des sols de la commune et de ses infrastructures peut être observée sur les différentes représentations cartographiques du territoire : la carte de Cassini (XVIIIe siècle), la carte d'état-major (1820-1866) et les cartes ou photos aériennes de l'IGN pour la période actuelle (1950 à aujourd'hui).

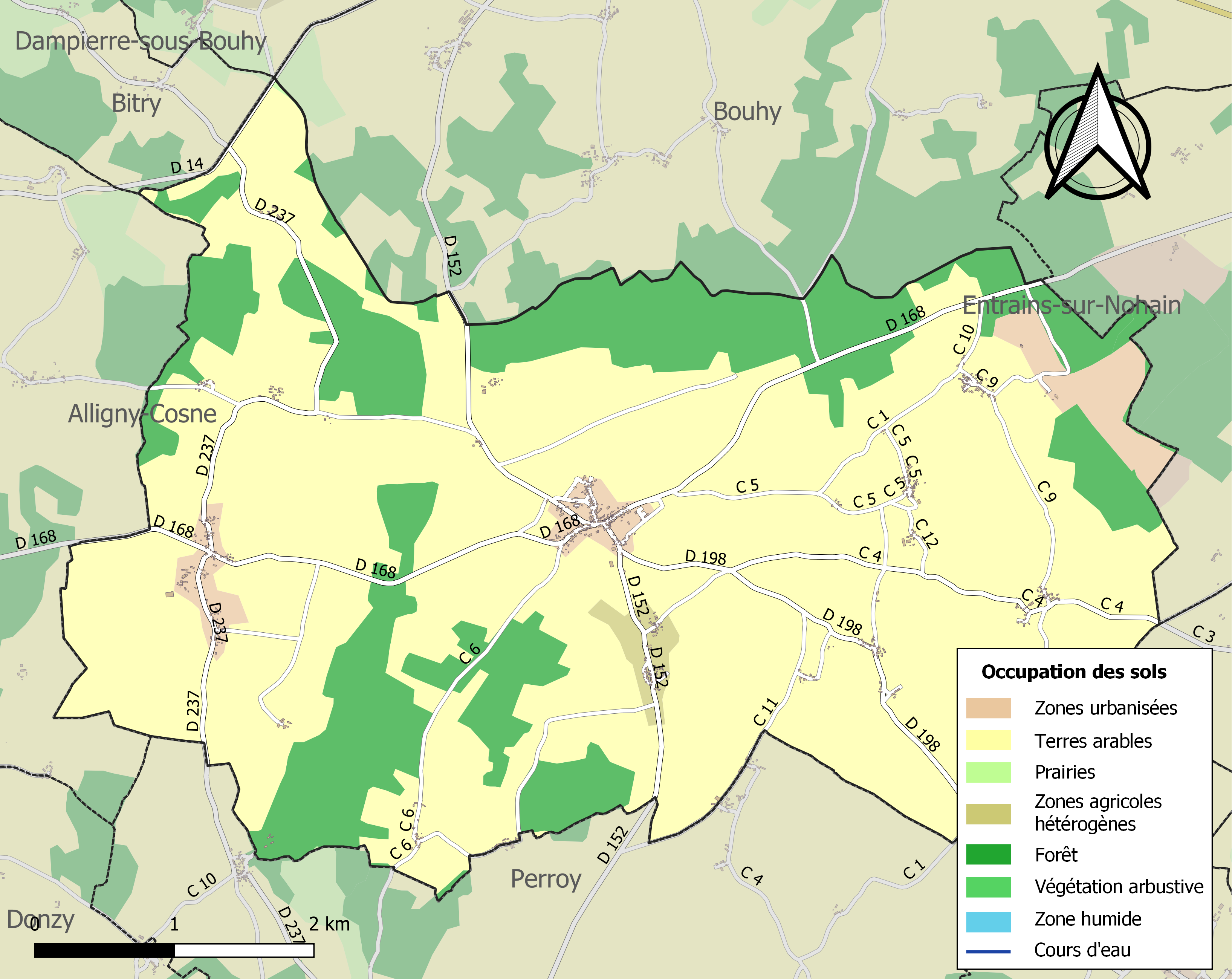
Carte des infrastructures et de l'occupation des sols de la commune en 2018 (CLC).

## Toponymie
On relève les formes suivantes du nom de la commune : Cyez (1535) et Siez (1689).
Pour les uns, l'origine du nom de la commune est indéterminée mais Eugène de Chambure, dans son Glossaire du Morvan (1878), y voit une variation locale du mot ciel et note que l'on retrouve ce mot dans le nom de lieu les Cieux à Entrains-sur-Nohain (Nièvre).

## Histoire

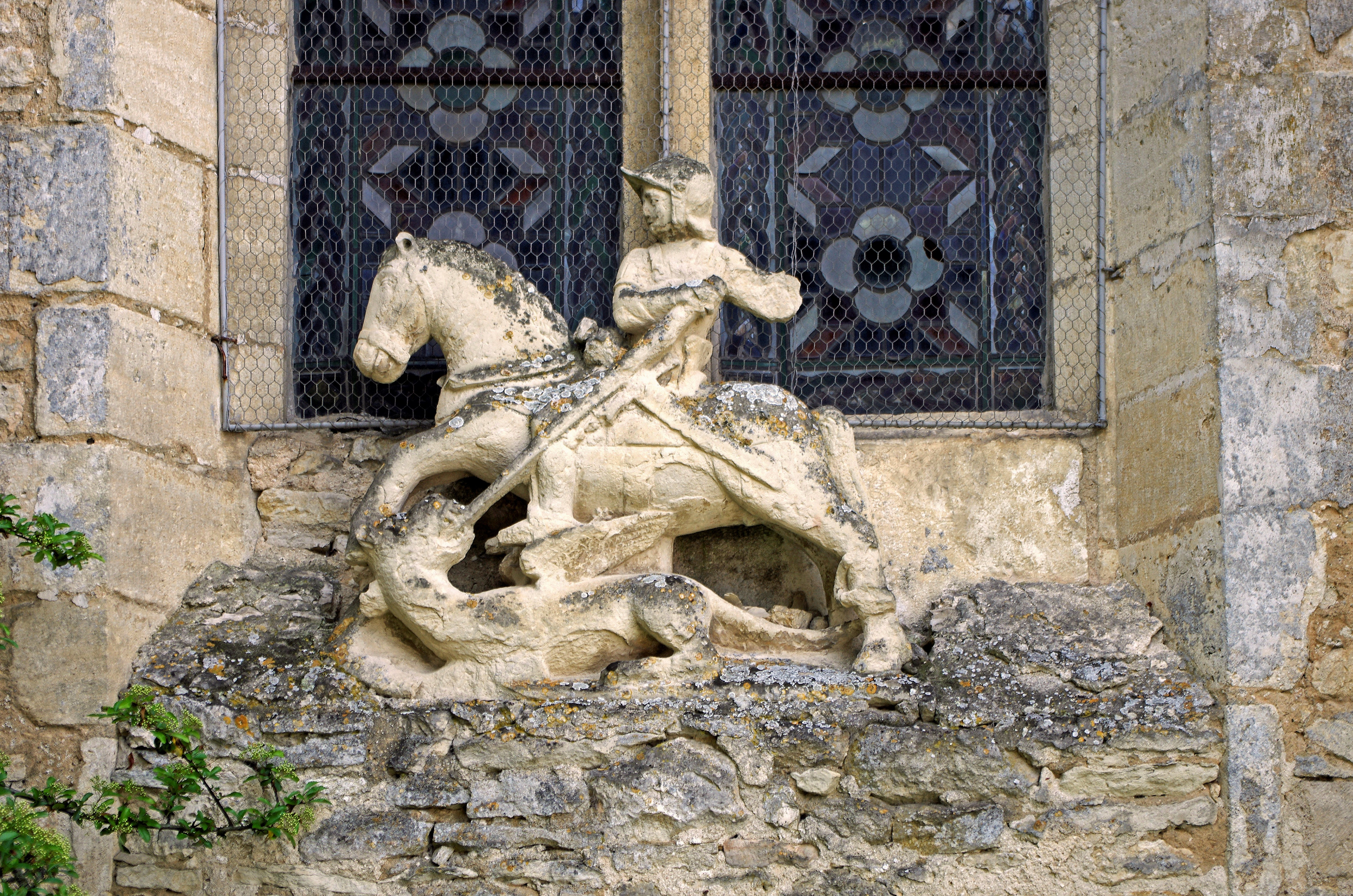
Église (détail) : saint Georges terrassant le dragon.

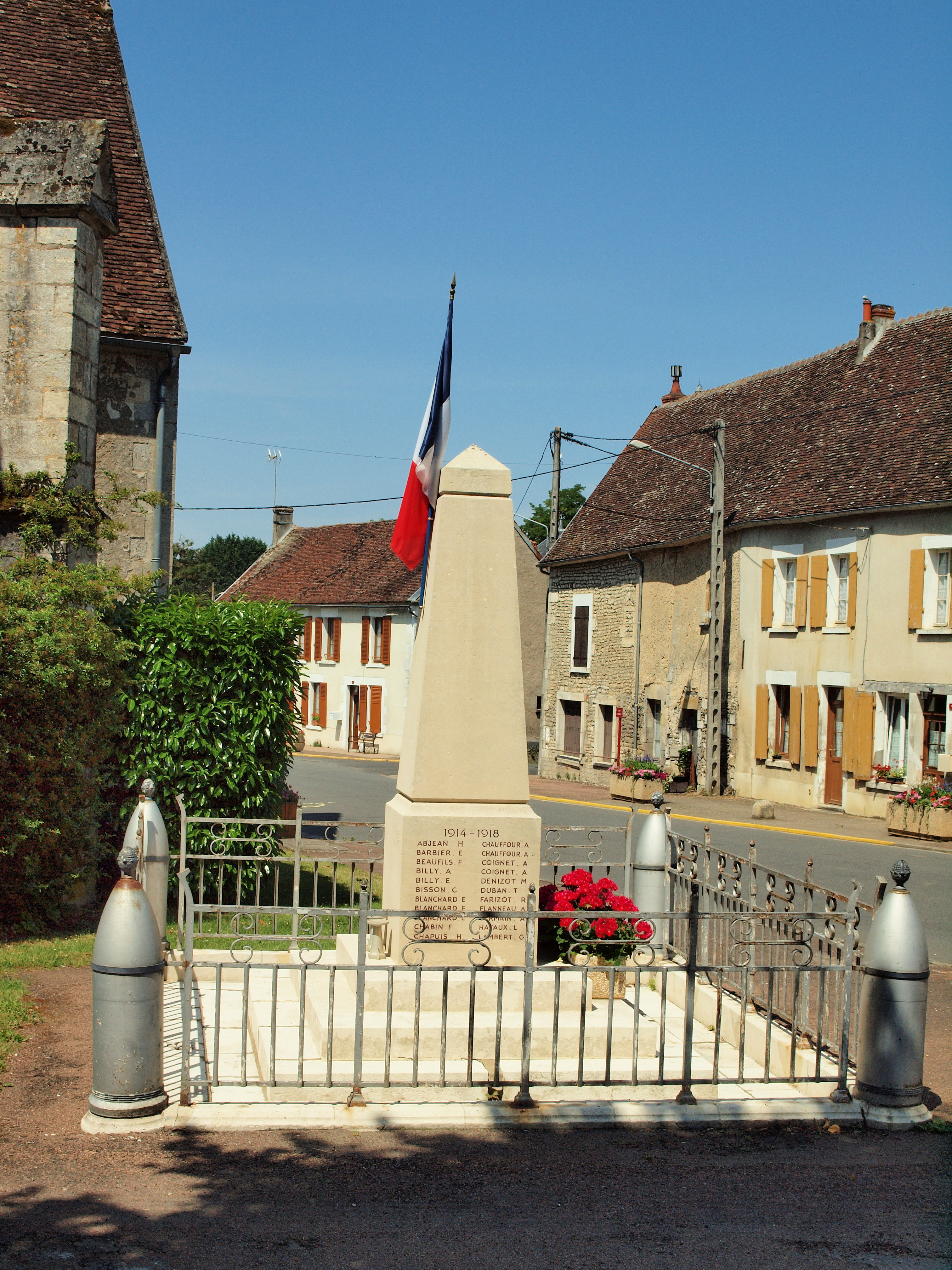
Monument aux morts.

- La première mention connue du nom de la commune remonte à 1535 : Ciez.
- 1655 : le sieur du hameau du Plessis en fait donation aux religieux de l’ordre du Sauveur, vulgairement dit de Sainte Birgitte, pour y construire un monastère[17].
- En 1865, un tailleur de pierres de la commune, Henri-Honoré Lorion, reçoit une médailleur d’honneur pour avoir fait preuve de dévouement lors de trois incendies survenus en 1862, 1863 et 1865[18].
- En 1906[19], le nombre d'habitants de Ciez, qui compte 295 maisons, s'élève à 973 individus. La commune compte un instituteur et deux institutrices, un desservant, un garde champêtre et six cantonniers. Il n’y a que sept commerçants : 2 épiciers, 2 épicières, 2 boulangers et 1 boucher, auxquels on peut ajouter 5 marchands de volailles, 2 marchands de vaches, 1 marchand de bois et 1 négociant. Les artisans sont nombreux : 8 sabotiers, 8 maçons (dont 2 entrepreneurs), 7  charrons, 5 maréchaux-ferrants, 5 charpentiers, 3 tailleurs de pierre, 3 cordonniers, 2 jardiniers, 1 entrepreneur et 1 conducteur de battage, 1 meunier, 1 tonnelier, 1 menuisier, 1 huilier, 1 bourrelier, 1 tailleur, 1 tisserand et 1 puisatier. Certains métiers sont dévolus aux femmes : la commune compte 3 couturières, 1 lingère et 1 plumeuse. La catégorie socioprofessionnelle la plus représentée est celle des cultivateurs (212 individus, dont peu sont propriétaires - certains sont qualifiés de « domestiques »), suivie par les journaliers (38), les domestiques (26, dont 5 « servantes »), les fermiers (8) et les ouvriers (3). On recense également dans la commune 1 « conducteur d’étalons » et 1 rentier. Au total, on relève à Ciez 40 professions différentes. On n’y trouve, selon le recensement de 1906, ni médecin ni notaire ni sage-femme. Il n’y a aucun étranger dans la commune. Comme c’est souvent le cas dans la Nièvre, plusieurs familles du village accueillent un « petit Paris » : il y a 20 « enfants assistés » à Ciez en 1906.
- 1914-1918 : 22 noms figurent sur le monument aux morts de la commune[20].

## Politique et administration
| Période                                  | Période        | Identité                    | Étiquette | Qualité                                                                                           |
| ---------------------------------------- | -------------- | --------------------------- | --------- | ------------------------------------------------------------------------------------------------- |
| 2020                                     | En cours       | François Denizot            |           |                                                                                                   |
| mars 2014                                | 2020           | Jean-Michel Prêtre          |           |                                                                                                   |
| mars 2001                                | mars 2014      | André Martignon             |           | Agriculteur retraité                                                                              |
|                                          |                |                             |           |                                                                                                   |
| avant 1940                               | ?              | Émile Prêtre                | PSF       | Commerçant, conseiller d'arrondissement du canton de Donzy, mort pour la France au camp de Dachau |
|                                          |                |                             |           |                                                                                                   |
| 1871                                     |                | Emile Leblanc-Laborde       |           |                                                                                                   |
|                                          | 1870           | Serizier                    |           |                                                                                                   |
| aout 1852                                |                | Bernard Marotte             |           |                                                                                                   |
| octobre 1846                             | aout 1852      | François Coignet            |           |                                                                                                   |
| septembre 1840                           | octobre 1846   | Georges Blanchard           |           |                                                                                                   |
| juillet 1832                             | septembre 1840 | Jean Brossard               |           |                                                                                                   |
| mars 1806                                | juillet 1832   | Joseph Barthélémy Martignon |           |                                                                                                   |
|                                          | mars 1806      | François Gatellier          |           |                                                                                                   |
| Les données manquantes sont à compléter. |                |                             |           |                                                                                                   |

## Démographie
L'évolution du nombre d'habitants est connue à travers les recensements de la population effectués dans la commune depuis 1793. Pour les communes de moins de 10 000 habitants, une enquête de recensement portant sur toute la population est réalisée tous les cinq ans, les populations de référence des années intermédiaires étant quant à elles estimées par interpolation ou extrapolation. Pour la commune, le premier recensement exhaustif entrant dans le cadre du nouveau dispositif a été réalisé en 2007.

En 2022, la commune comptait 376 habitants, en évolution de +1,08 % par rapport à 2016 (Nièvre : −3,28 %, France hors Mayotte : +2,11 %).
| 1793  | 1800 | 1806  | 1821  | 1831  | 1836  | 1841  | 1846  | 1851  |
| ----- | ---- | ----- | ----- | ----- | ----- | ----- | ----- | ----- |
| 1 106 | 971  | 1 060 | 1 169 | 1 263 | 1 245 | 1 272 | 1 323 | 1 352 |

| 1856  | 1861  | 1866  | 1872  | 1876  | 1881  | 1886  | 1891  | 1896  |
| ----- | ----- | ----- | ----- | ----- | ----- | ----- | ----- | ----- |
| 1 279 | 1 263 | 1 292 | 1 311 | 1 299 | 1 282 | 1 183 | 1 181 | 1 093 |

| 1901 | 1906 | 1911 | 1921 | 1926 | 1931 | 1936 | 1946 | 1954 |
| ---- | ---- | ---- | ---- | ---- | ---- | ---- | ---- | ---- |
| 990  | 976  | 947  | 830  | 806  | 744  | 702  | 687  | 618  |

| 1962 | 1968 | 1975 | 1982 | 1990 | 1999 | 2006 | 2007 | 2012 |
| ---- | ---- | ---- | ---- | ---- | ---- | ---- | ---- | ---- |
| 587  | 541  | 452  | 409  | 359  | 388  | 382  | 381  | 376  |

| 2017 | 2022 | - | - | - | - | - | - | - |
| ---- | ---- | - | - | - | - | - | - | - |
| 369  | 376  | - | - | - | - | - | - | - |

## Lieux et monuments

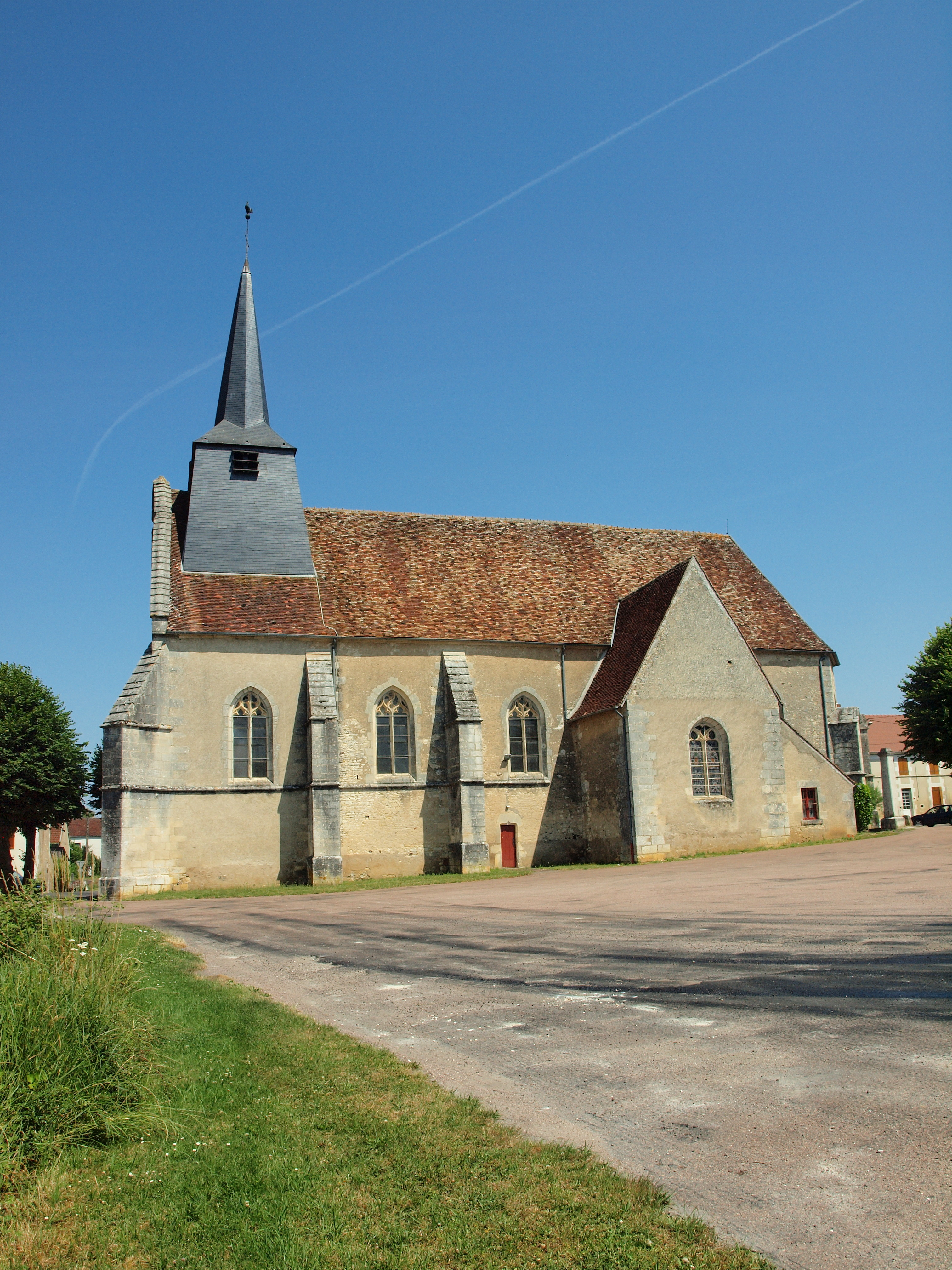
L’église Saint-Martin.

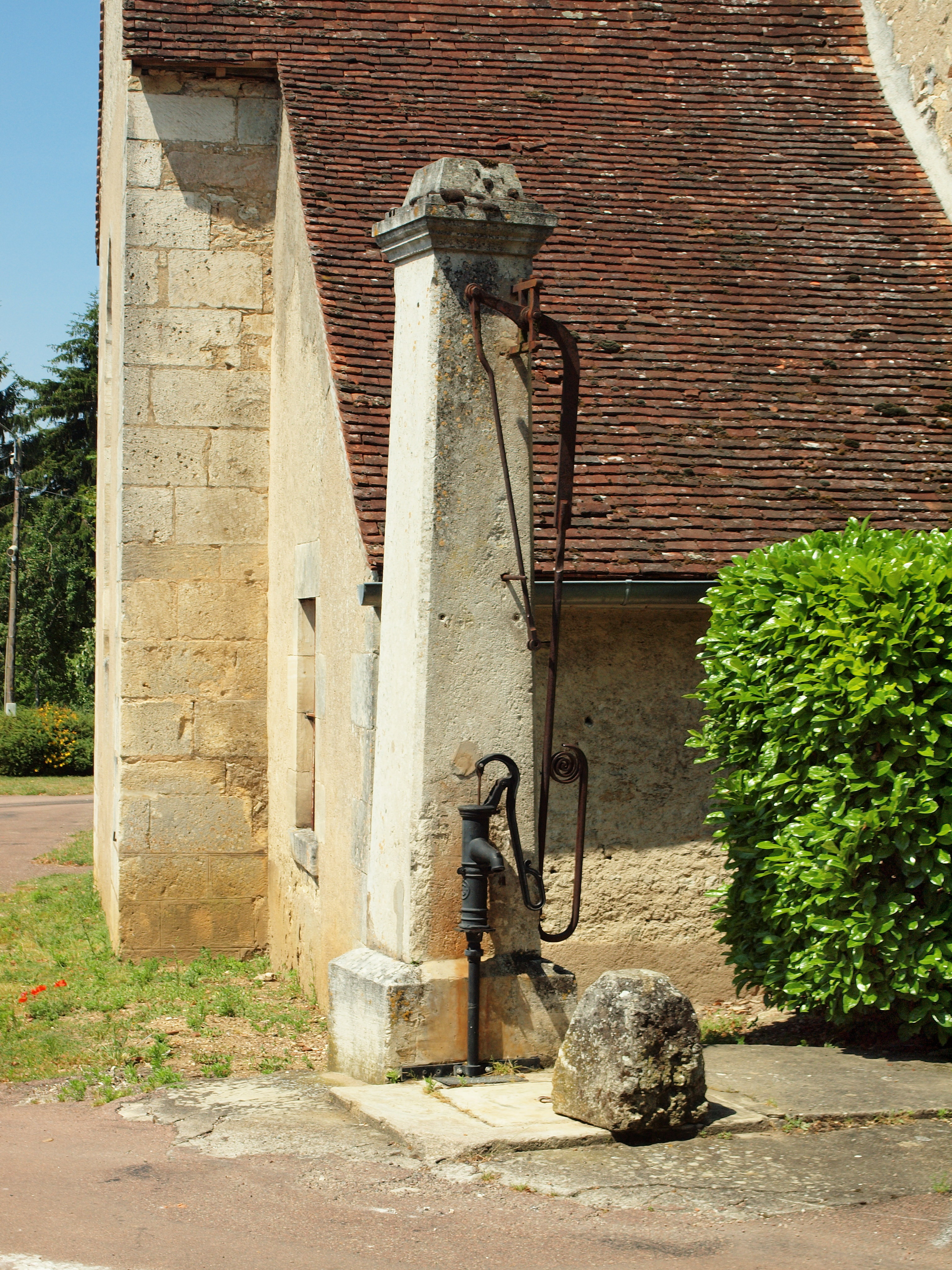
Pompe de l’église.

- Église Saint-Martin, du milieu du XVIe siècle, de plan cruciforme terminé par un chevet à pans coupés ; quelques fragments de vitraux du XVIe siècle, quelques dalles funéraires effacées − l’une indique la tombe d’Anthoine Soureillamy, prieur et curé de Ciez, mort au milieu du XVIIe siècle − et une cloche datée de 1641[26].